# تامر إبراهيم
تامر إبراهيم كاتب مصري ولد في الكويت عام 1980.

## حياته
وُلد تامر إبراهيم في الكويت في 23 أكتوبر (تشرين الأول) 1980، وتخرج في كلية الطب بجامعة عين شمس عام 2003 بتقدير مقبول، ثم تفرغ للكتابة.

## مسيرته المهنية
تخصص تامر إبراهيم في كتابة أدب الرعب وكانت بداية مسيرته الأدبية عندما نُشرت له عدة روايات ضمن أعداد سلسلة سلة الروايات التي كانت تصدرها المؤسسة العربية الحديثة، قبل أن يتولى كتابة أعداد سلسلة ميغا المنوعة بالاشتراك مع الكاتبين تامر فتحي وتامر أحمد، غير أن السلسلة توقفت بعد صدور ثلاثة أعداد فقط، ثم بدأ تامر إبراهيم نشر رواياته ضمن سلسلة منفصلة بعنوان «عالم آخر» أصدرتها المؤسسة العربية الحديثة أيضا، غير أن السلسلة توقفت أيضًا بعد نشر العدد الثاني منها. بدأ تامر إبراهيم بعد ذلك نشر رواياته ضمن سلسلة روايات بعنوان «عبر الزمن» تصدر عن دار ليلى للنشر والتوزيع ومؤسسة دايموند بوك، وقد صدر منها ثلاثة أعداد حتى الآن، كما صدرت له أيضا عدة روايات ضمن سلسلة بعنوان «فيروس». اشترك تامر إبراهيم في كتابة بعض المؤلفات والروايات مع كتاب آخرين كان على رأسهم الكاتب الراحل أحمد خالد توفيق والكاتب سند راشد.
اتجه تامر إبراهيم أيضًا لكتابة القصة والسيناريو الحوار الأعمال التليفزيونية والسينمائية بدءًا من عام 2004، فألف مسلسل لحظات حرجة بجزأيه الأول والثاني، ثم ألف فيلم على جثتي، كما كتب السيناريو والحوار لمسلسل عد تنازلي الذي عُرض خلال شهر رمضان عام 2014، وكتب السيناريو والحوار لمسلسل الغرفة 207 المقتبس عن رواية سر الغرفة 207 للكاتب الراحل أحمل خالد توفيق، والذي عُرض على منصة شاهد الرقمية عام 2022، ومن المرتقب أن يعرض الجزء الثاني منه لاحقا. عُين تامر إبراهيم في يوليو 2024 عضوا بلجنة تحكيم جائزة القلم الذهبي للأدب الأكثر تأثيرا، والتي أطلقتها الهيئة العامة للترفيه في المملكة العربية السعودية برئاسة المستشار تركي آل شيخ.

أثنى الكاتب الراحل أحمد خالد توفيق على أسلوب تامر إبراهيم في الكتابة، وقال عنه:
يعبر تامر إبراهيم بسلاسة ذلك الحاجز الفاصل بين التشويق والرعب، ليبرهن على أنه لا يوجد حاجز أصلًا، وأن هرولة الوقت ذاتها قد تكون مرعبة أكثر من قبو يعج بالتوابيت. في الوقت ذاته هو قادر تمامًا على ارتياد عوالم رعب لا أجرؤ على ارتيادها.

## أعماله ومؤلفاته

### الكتب
| سنة النشر      | اسم الكتاب              | النوع الأدبي | الناشر                         | ملاحظات                                       |
| -------------- | ----------------------- | ------------ | ------------------------------ | --------------------------------------------- |
| 2004           | 300 دقيقة               | رواية        | المؤسسة العربية الحديثة        | العدد السادس في سلسلة «سلة الروايات»          |
| 2005           | قوس قزح                 | مجموعة قصصية | دار ليلى للنشر والتوزيع        | كتبها بالاشتراك مع أحمد خالد توفيق            |
| 15 يوليو 2005  | حكايات ليلية            | رواية        | المؤسسة العربية الحديثة        | العدد الأول في سلسلة روايات «عالم آخر»        |
| 2006           | دماء الأميرة            | رواية        | دار ليلى للنشر والتوزيع        | العدد الأول في سلسلة روايات «عبر الزمن»       |
| 2006           | حكايات بيتر بيشوب       | رواية        | دار ليلى للنشر والتوزيع        | العدد الثاني في سلسلة روايات «عبر الزمن»      |
| 2008           | حكايات القبو            | مجموعة قصصية |                                | [ 20 ] [ 21 ]                                 |
| 2008           | الذي فعلته              | رواية        | المؤسسة العربية الحديثة        | العدد الثالث والعشرين في سلسلة «سلة الروايات» |
| 2010           | الذي يلم يمت            |              |                                | [ 23 ]                                        |
| 2010           | حكايات الموتى           | مجموعة قصصية |                                |                                               |
| 25 نوفمبر 2012 | صانع الظلام             | رواية        | دار الكرمة للنشر والتوزيع      | [ 24 ] [ 25 ] [ 26 ]                          |
| يناير 2013     | الليلة الثالثة والعشرون | رواية        | دار بلومزبرى – مؤسسة قطر للنشر | الجزء الثاني من رواية صانع الظلام             |
| 23 ديسمبر 2015 | منزل السيدة البدينة     | رواية        | دار الكرمة للنشر والتوزيع      | [ 29 ] [ 30 ] [ 31 ] [ 32 ]                   |
| 2017           | مسكون                   |              | دار سبارك للنشر والتوزيع       | كتبه بالاشتراك مع سند راشد                    |

### الأفلام
| تاريخ العرض | اسم الفيلم | الدور |
| ----------- | ---------- | ----- |
| 2013        | على جثتي   | مؤلف  |
| 2020        | لص بغداد   | مؤلف  |

### المسلسلات
| تاريخ العرض | اسم العمل                               | النوع الفني     | الدور                           |
| ----------- | --------------------------------------- | --------------- | ------------------------------- |
| 2004        | المغامرون الخمسة وآلة الزمن في المستقبل | رسوم متحركة     | كاتب السيناريو والحوار          |
| 2007        | لحظات حرجة                              | مسلسل تليفزيوني | مؤلف                            |
| 2008        | كافيه تشينو                             | مسلسل تليفزيوني | مؤلف                            |
| 2008        | رأسين في الحلال                         | مسلسل تليفزيوني | مؤلف                            |
| 2010        | مش فريندز                               | مسلسل تليفزيوني | مؤلف                            |
| 2010        | لحظات حرجة (الجزء الثاني)               | مسلسل تليفزيوني | مؤلف                            |
| 2010        | عرض خاص                                 | مسلسل تليفزيوني | مؤلف                            |
| 2010        | بابا زعيم عصابة                         | مسلسل إذاعي     | مؤلف                            |
| 2011        | أبواب الخوف                             | مسلسل تليفزيوني | شارك في الكتابة                 |
| 2012        | لحظات حرجة (الجزء الثالث)               | مسلسل تليفزيوني | مؤلف                            |
| 2014        | عد تنازلي                               | مسلسل تليفزيوني | مؤلف                            |
| 2017        | عشم إبليس                               | مسلسل تليفزيوني | كاتب السيناريو والحوار          |
| 2017        | ريح المدام                              | مسلسل تليفزيوني | كاتب السيناريو                  |
| 2018        | ربع رومي                                | مسلسل تليفزيوني | مؤلف                            |
| 2018        | خفة يد                                  | مسلسل تليفزيوني | مؤلف                            |
| 2022        | الغرفة 207                              | مسلسل تليفزيوني | كاتب السيناريو والحوار          |
| 2023        | كالوس                                   | مسلسل تليفزيوني | مؤلف (لقصة الثالثة: شجرة الغاف) |

## انتقادات
واجه الكاتب تامر إبراهيم انتقادات لاذعة واتهمه النقاد باقتباس فيلمه «على جثتي»، والذي عُرض عام 2013 من بطولة الممثل المصري أحمد حلمي، بسبب تشابه قصته مع الفيلم الأمريكي تماما مثل الجنة الذي عُرض عام 2005. لم ينفي تامر إبراهيم أنه استوحى فكرة فيلمه من الفيلم الأمريكي، ولكنه رفض تسمية ذلك بالاقتباس حيث تدور أحداث الفيلمين حول شخصيات وفي سياقات مختلفة على الرغم من تشابه الفكرة الرئيسية.